# Roztoka (okres Chust)
Roztoka (ukrajinsky Розтока, maďarsky Rosztoka) je obec v Pylypecké venkovské komunitě (ukrajinsky: Пилипецька сільська громада). Leží v okrese Chust Zakarpatské oblasti Ukrajiny. V roce 2001 zde žilo 408 obyvatel. V obci je minerální pramen.

## Historie
První písemná zmínka pochází z roku 1651. Ves se dříve jmenovala Stará Roztoka. Do uzavření Trianonské smlouvy byla obec součástí Uherska, poté součástí první československé republiky. Od roku 1945 byla obec součástí Ukrajinské sovětské socialistické republiky, která byla součástí SSSR. Od roku 1991 je obec součástí nezávislé Ukrajiny.

## Pamětihodnosti
- Cerkev Nanebevzetí Panny Marie
- Židovský hřbitov